# 圣埃斯皮里图 (北大河州)
圣埃斯皮里图是巴西北大河州的一个市镇。总面积143.673平方公里，总人口11154人，人口密度77.6人/平方公里。